# Telek (település)
Telek (románul Teleac) falu Romániában, a Partiumban Bihar megyében.

## Fekvése
A Bihar-hegység alatt, Belényestől keletre, Talp és Száka közt fekvő település.

## Története
Telek Árpád-kori település. Nevét már 1257-ben említette oklevél, mint a Csanád nemzetség ősi birtokát, mely később a Telegdyekre szállt.
Nevét 1580-ban, 1692-ben és 1913-ban is Telek néven írták
1851-ben Fényes Elek írta a településről:
Bihar vármegyében, egy hegytetőn, 162 óhitű lakossal, s anyatemplommal. Birja a váradi görög püspök.
1561-ben Telegdy Miklós  birtoka volt, aki ez évben itt 20 jobbágy-telket bírt.
Az 1800-as években és még az 1900-as évek elején is a görög k. püspök birtoka volt.
1910-ben 288 lakosából 5 magyar, 283 román volt. Ebből 282 görögkeleti ortodox, 5 izraelita volt.
A trianoni békeszerződés előtt Bihar vármegye Belényesi járásához tartozott.
2002-ben 181 lakosa közül mindenki román volt.